# Doom (sorozat)
A Doom egy számítógépes játéksorozat, amely első részét 1993-ban adta ki az id Software. Egyike az első belső nézetű lövöldözős játékoknak (FPS), s újításaival fontos mérföldkőnek számít a számítógépes játékok, különösen az FPS-ek történetében. Ál-háromdimenziós grafikája kimagasló minőségű volt megjelenésekor és úttörő szerepet játszott a többszemélyes játékmódok elterjedésében. A GameSpy 2004-es szavazásán az iparág szakértői minden idők legnagyobb játékának választották.
Az első részt több kiegészítő csomag és folytatás is követte, mint például a Doom II: Hell on Earth (1994), a The Ultimate Doom (1995), a Master Levels for Doom II (1995) és a Final Doom (1996). Eredetileg PC-re és az akkori MS-DOS operációs rendszerre adták ki a játékot, de később más operációs rendszerekre, konzolokra és PDA gépekre is megjelent. Rengeteg rajongó készített a játékhoz WAD fájlokat és különböző módosításokat, majd 1997-ben az id Software közzétette a játék forráskódját. 2004-ben jelent meg a sorozat következő része, a Doom 3, ami feldolgozta a régi részeket új grafikus motorral, 2005-ben pedig filmként is feldolgozták a játékot. A sorozat negyedik részét, a Doom fejlesztését 2008. május 7-én jelentették be, és sok változtatás után 2016. május 13-án jelent meg. Folytatása, a Doom Eternal 2020. Március 20-án jelent meg.

## A sorozat részei

### PC
- Doom (1993, id Software)
  - The Lost Episodes of Doom (1995, id Software)
  - The Ultimate Doom (1995, id Software)
- Doom II: Hell on Earth (1994, id Software)
  - Master Levels for Doom II (1995, id Software)
- Final Doom (1996, id Software, WMS Industries)
  - TNT: Evilution (1996, id Software)
  - The Plutonia Experiment (1996, id Software)
- Doom 3 (2004, id Software)
  - Doom 3: Resurrection of Evil (2005, id Software, Nerve Software)
- Doom (2016, id Software)
- Doom Eternal (2020, id Software)
- DOOM The Dark Ages(wd) (2025)

### Mobiltelefon
- Doom RPG (2005, Fountainhead Entertainment)
  - Doom II RPG (Megjelenése és kiadója még ismeretlen)[8][9]

### iPhone
- Doom Resurrection (2009, Escalation Studios)[10][11]
- Doom Classic

### Egyebek
- Doom 64
- Doom: A Társasjáték
- Doom film

## Platformok
A következő platformokra adták ki a játékot:
| Operációs rendszerek                                                                               | Konzolok | Mobiltelefon |
| -------------------------------------------------------------------------------------------------- | --- | ------------ |
| • Apple Macintosh • BeOS • Linux • MS-DOS • Nextstep • QNX • Windows 95 • Windows CE • ZX Spectrum | • 3DO • Atari Jaguar • Nintendo 64 (Doom 64 néven) • Game Boy Advance • GP2X • GP32 • Sega 32X • Sega Saturn • PlayStation • Super NES • WebTV Plus • Xbox • Xbox 360 • Zodiac | • iPhone     |

## Doom és Doom II

### Ellenfelek
Az ellenfeleknek két típusa van. Első a humanoidok csoportja, akik démoni erők hatására váltak szörnyekké. A másik a valódi démonoké, bár ezek közül is némelyik sokkal inkább földönkívüli lény. A játékot kísérő kommentárok gyakran említik a földönkívülieket
Emberi ellenfelek:
- Zombieman: Magyarul zombiember. Aránylag könnyű ellenfél. Zöld katonai egyenruhát visel, fegyvere csak egy pisztoly. Ők a főszereplő néhai társai akik a pokol eljövetelével zombivá változtak.
- Shotgun Guy: Magyarul vadászpuskás. Hasonló a Zombieman-hez, fekete-piros katonai egyenruhát visel, fegyvere egy sörétes vadászpuska. Ők voltak a UAC tisztjei, azaz szakaszvezetői.
- Heavy Weapon Dude: Magyarul nehézfegyveres. Erős, tömzsi testalkatú, testét gennyes sebek borítják, szája véres és a fegyverzete egy forgótáras géppuska. Csak a Doom II: Hell on Earth-ben szerepel.
- SS Bodyguard: Ez az ellenfél csak a Doom II: Hell on Earth-ben szerepel, amely egy náci katona a Wolfenstein 3D-ből. A 31. (Wolfenstein) és 32. (Grosse) pályáján található meg. Kék színű egyenruhát és sapkát visel, szőke hajú és kék szemű. Fegyvere egy géppisztoly. Ő az egyetlen ellenfele a játéknak, aki ténylegesen ember, nem szállta meg semmilyen démon.

#### Démonok

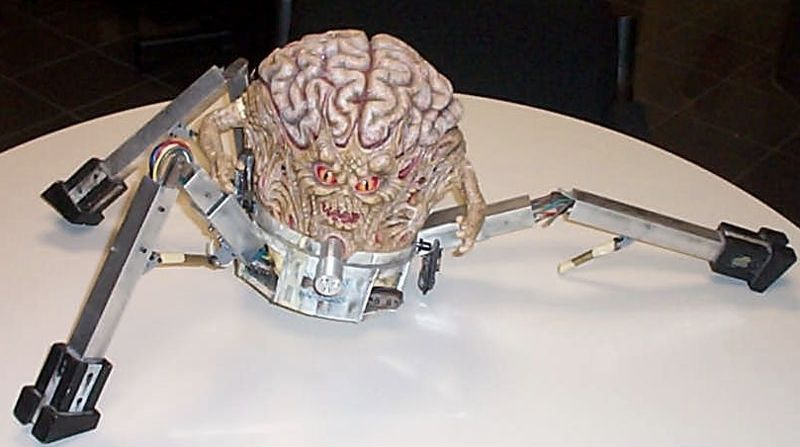
A képen egy Spider Mastermind modell látható agyagból.

- Imp: Magyarul ördög. Barna színű, izmos testalkatú szörny és tűzgolyókat lő ki ellenfelére. Fogazata hegyes, mellkasából, vállaiból és kezéből tüskék, lábujjaiból pedig karmok állnak ki.
- Demon: Tömzsi, izmos testalkatú, bikafejű szörny. Hátán pikkelyek vannak, 3-3 lábujjából vastag karmok állnak ki. Fegyvere nincs, mindössze csak harap.
- Lost Soul: Magyarul elveszett lélek. Repülő démon. Jellegzetes külső adottsága, hogy bikakoponyához hasonló fejéből láng csap ki. Ennek sincs fegyvere, viszont meglehetősen gyorsan megharapja áldozatát.
- Cacodemon: Magyarul lidérc. Szintén egy repülő démon. Szabályos kerek alakja van, kültakarója az alvadt vérhez hasonló, a fején és az állán tüskék nőttek ki, s mindössze csak egy szeme van. Lilás-pirosas szuperszonikus gömböt lövell ki a szájából, melyet szuperszonikus hullámok gerjesztésével képez.
- Hell Knight: Magyarul pokoli lovag. Körülbelül három méter magas, izmos testalkatú, patás lábait szőr fedi. Négy foga kifelé hajlik szájából és koshoz hasonló szarva van. Zöld színű plazmacsóvát idéz meg a kezében, melyet ránk hajít támadáskor. Csak a Doom II: Hell on Earth-ben szerepel.
- Baron of Hell: Magyarul pokoli báró. Tulajdonságai a Hell Knight-tal egyeznek meg. Viszont ennek a testszíne lila, míg a Hell Knight-é drapp. A báró duplaannyi lövést kibír, mint a lovag.
- Pain Elemental: Magyarul elemi kín. Testfelépítése hasonló a lidérchez (Cacodemon), neki viszont egy pár bikaszarva van és két kisebb karja. Száján keresztül elveszett lelkeket (Lost Soul) reptett ki ellenfelére, s ha elpusztul, akkor szétrobban, majd a benne levő gonosz lelkek kiszabadulnak. Csak a Doom II: Hell on Earth-ben szerepel.
- Arch-Vile: Magyarul fondorlatos aljas. Csontvázszerű démon, rendkívül karcsú testalkattal. Ellenfelei alatt tüzet gyújtva szétrobbantja őket és a holtakat is képes feltámasztani. Csak a Doom II: Hell on Earth-ben szerepel. Elpusztulása során jellegzetes hangot, mintegy kiáltást ad ki magából, amely lehet valamilyen földönkívüli nyelven is.

#### Mechanikus szörnyek
- Arachnotron: Ez a démon egy pókhoz hasonlít, de valójában egy szemekkel és kis karokkal rendelkező agy, amely mechanikus pók lábakon áll és csillag formájú plazmasugarakat lő ki. Csak a Doom II: Hell on Earth-ben szerepel.
- Mancubus: Rendkívül tömzsi, aránylag alaktalan testalkatú szörny véres szájjal, lábain vastag karmokkal, s a két kezén levő ágyúkból hatalmas lángcsóvákat lő ki. Csak a Doom II: Hell on Earth-ben szerepel.
- Revenant: Magyarul feltámasztott. Három méter magas élő csontváz. Felsőtestén páncélszerű ruha van, combcsontjain még rajta van a hús. Két vállra szerelt gránátvetője van, amely lángoló gránátszerű lövedékeket lő ki. Csak a Doom II: Hell on Earth-ben szerepel.
- Spider Mastermind: Magyarul nagyelméjű pók. Külső adottságai az Arachnotron-éval egyeznek meg, de annál sokkal nagyobb. Szájnyílása szélesebb, hegyes fogai vannak és a fegyvere egy forgótáras géppuska. A játék egyik legveszélyesebb szörnyetege.
- Cyberdemon: Különösen veszélyes szörny. Démonra hasonlít, de testtartása egyenesebb és a felsőteste az emberéhez hasonlít. Izmos felépítésű, feje széles, szarvai behajlóak, lábai patásak, melyek közül a jobb lába fémből van. Bal kezére egy rakétavető van szerelve, törzsén nincsen bőr, csak a csupasz hús.

### Fegyverek
Kézi lőfegyverek:
- Pistol: Ez a fegyver mindig adva van a játékos számára.
- Shotgun: Egy csövű vadászpuska.
- Chaingun: Gatling-típusú forgótáras gépfegyver, amelyhez tölténylánc csatlakozik. Lőszere azonos a pisztolygolyóval és a Heavy Weapon Dude zombik is ezt használják.
- Rocket launcher: Válról indítható rakétavető. Nem szabad közvetlen lövést adni az ellenfélre, mert a robbanás veszélyes lehet a játékosra is. A Cyberdemon-nak a balkezére is egy ilyen rakétavető van szerelve.
- Plasma rifle: Csillag formájú plazmalövedékeket bocsát ki, amely megegyezik az Arachnotron fegyverével. Csak az Arachnotron sárga lövedéket, a Plasma Rifle meg kék lövedéket bocsát ki magából.
- BFG 9000: Nagy teljesítményű plazmafegyver, jelentése Big Fucking Gun. Egyetlen lövéssel rengeteg ellenfelet elpusztíthatunk vele. A lágyabb testűeket, mint például az Imp-eket, vagy a zombikat apróbb darabokra tépi szét, akárcsak a rakéta. Legfőképp a két szuperdémon ellen érdemes használni.

#### Lőszer nélküli fegyverek
Ezeket a fegyvereket közelharcban lehet csak alkalmazni, különösen akkor, ha már kifogytunk minden lőszerből:
- Chainsaw: A Doom II: Hell on Earth-ben már az első pályán felveheti a játékos. Használata a könnyebben elpusztítható ellenfelek ellen ajánlott.
- Boxer: A játékos ököllel is védekezhet az ellenfelek ellen egy kézre húzható bokszerrel. Ez is eleinte adva van, ha viszont van láncfűrészünk, akkor a "0"-ás gomb kétszeri lenyomásával vehető elő. Ha egy fekete elsősegélydobozt, úgynevezett Berserk Pack-et felveszünk, akkor az életerőnk megnő, s akár egy ütéssel is végezhetünk az ellenfelünkkel.

### Egyebek
- Commander Keen: A 8 éves főhős, Commander Keen (más néven: Billy Blaze) is megtalálható a Doom-sorozatban, de csak a Doom II: Hell on Earth 32. pályáján szerepel. Négyet kell elpusztítanunk belőle, amelyek felakasztva lógnak. Veszélytelenek ugyan, de meg kell semmisítenünk őket ahhoz, hogy tovább mehessünk. Érdekesség, hogy megjelenése egy "válasz" arra, hogy a beígért "The Universe is Toast!" már sosem készül el.
- Icon of Sin: A Doom II: Hell on Earth végső ellensége. Ez a szörny vezeti az inváziót a Földön. Képes a legtöbb démont megidézni és nem könnyű elpusztítani. A szörny agya maga John Romero feje.

## Doom 3

### Szereplők
- A játékos: A UAC tengerészgyalogost azért küldték a Mars tudományos központjához, hogy lecsillapítsa azon tengerészgyalogosokat, akik idekerültek. Mikor megérkezel, kapsz egy egyszerű katonai feladatot, de a dolgok nem teljesen úgy festenek, mint ahogyan azok látszanak.
- Dr. Malcolm Betruger: A UAC Mars Bázis tudományos központjában ő a professzorok főnöke. Az ő elszántsága és kitartása miatt készült el a teleportációs technológia. Ha egy kicsit is odafigyelt volna a szabályokra, akkor akár folytathatta volna a nem túl költséges gyakorlatokat.
- Elliot Swann tanácsos: A Marshoz küldte a UAC bizottsági igazgatója, hogy derítse ki mi történhetett a Mars Bázison. A legutóbb elvesztett, eltűnt civilek és az alkalmazottak gyors megtalálása Swann tanácsos feladata, testőrének pedig nyugtatgatni Dr. Betruger-t, s kitalálni, hogy mi történhetett a laborban.
- Jack Campbell: Swann tanácsos személyes testőre. A harcedzett ex-tengerészgyalogos, aki számtalan fogást tud mind fegyveres, mind pedig pusztakezes harcban. Ahol egyszer már járt, ott érezni lehet a BFG 9000 nyomait. A BFG-t aztán a Sabaoth megszerezte tőle, de még él mikor a játékos megtalálja és elmondja neki, hol van a szörny.
- Thomas Kelly főtörzsőrmester: Ő a rangidős kommandós tiszt a Mars Bázisnál. "Sarge", ahogy a legénysége nevezi, egy veterán, a UAC Tengerészgyalogság Testületi főnöke és a harc embere. Nem egy bunyót élt már át. Kapcsolatba is fogsz majd kerülni vele a játékban. Később átváltozik a Sabaoth nevű főellenséggé.

### Ellenfelek

#### Zombik
- Zombies: (Zombik) Ocsmányak, lassúak és halottak. Valaha elevenek voltak, ezek a halálból újráéledt, romlott, életedért hörgő civilek. A Mars kutatóbázisán, a UAC-on tanyáznak, s a pokolból jöttek, érted.
- Commando/Chainguner Zombie (Géppuskás és kommadó zombi): Bertruger démoni átokkal átváltoztatott katonák. Van csápos, golyószórós kivitelben, de az biztos, hogy brutális gyilkosok. Lent, a Mars Bázist elárasztva a túlélőket mind elfogták.
- Z-Sec Zombie: Egykoron az őrök a UAC tudományos kísérleti laboratóriuma előtt őrködtek veled együtt, majd átváltoztak barátból szélsőséges ellenféllé.
- Chainsaw Zombie (Láncfűrészes zombi): Valaha a karbantartó személyzet egy része ahelyett, s ahelyett, hogy megoldotta volna a kis problémákat, inkább újakat gyártott. Általános fegyverzetük ezeknek a zöld bőrű szörnyeknek egy láncfűrész, ami a napi munkaeszközük volt.
- Flaming Zombie (Lángoló zombi): Ez az alak nem egy alkoholista, csak egy szem, s orr nélküli, kétlábon járó gyufaszál. Kívülről lángok nyaldossák testét, kóstolgatva a körülötte lévő dolgokat. Gyorsan tipord le, még mielőtt átégetné testedet. Érdekessége, hogy bár egyik lába törött és sérült, mégis gyorsabban mozog a többi zombinál.

#### Démonok
- Imp (Ördög): Sokszemű, gyors mozgású, ide-oda szökkenő, tűzlabdával támadó teremtmények, s végül, de nem utolsósorban, nagyon nesztelenek. Szeretnek lopakodni, plafonokra ugrálni vagy akár leguggolni a sarokba és a kellő alkalomkor lecsapni áldozataikra.
- Pinky Demon: Félig mechanikus, félig hús, a pokol bikáit megtestesítő démonok. Akár oda is nyomhatnak a szekrényhez a fejükkel, majd odacsapnak borotvaéles karmaikkal. Ha alákerülsz, sértsd meg az alsó fogazatát, s úgy majd meg tudod ölni.
- Lost Soul (Elveszett lélek): A dobozok közt repkedve félelmetes fejükkel keresgélnek élő lelkek után, majd ha találnak, azt megszállják. Nem bírnak el semmiféle élő embert, égő fejük hátborzongató látvány. Mikor közelednek, s meghallod a bőgésüket, jobb ha elbújsz, bár úgyis megtalálnak.
- Hell Knight (Pokol Lovagja): A hatalmas behemótot, azaz a szívós Hell Knight-ot, ha meglátja egy ember, összerezzen az ijedtségtől. Merően vadállat méretű és pokolian vad támadású, nagyszerű gyilkos. Képes akár felkapni ellenségét, majd elhajítani, mint egy rongybabát. Lassúak, de őrületesen erős teremtmények és nem lehet könnyen megölni őket.
- Trite (Csépelő pók): Ilyen ivadékokból lesznek a nagy pókok, de még az ivadékoknak fejjel lefelé van a fejük. Gyakran másznak fel a mennyezetre vagy a falra, s azt telefonják a hálójukkal, majd arra gyorsan felfutnak előled.
- Tick (Atka pók): Általában rajban támadnak, falban lévő lyukakból vagy felnyílt rácsokból jönnek elő. Harapnak, robbannak, s némelyik rettentő nagyot sebez. A játékban gyengébb ellenségnek számítanak, bár a távolból akár neki is rohanhatnak a hátsódnak, majd felrobbanhatnak.
- Cherub (Kis Angyal): Ez a démon bébi arccal egy titokzatos féreg. Na, ettől a csúf külsejű démontól biztosan rémálmaid lesznek. Mikor huncutúl mosolyog s berreg, akkor csak azt várja, hogy ettől majd elaludjál, aztán gyorsan feléd repül, hogy megtámadjon hegyes háromkarmú kezével.
- Wraith (Kísértet): Nagyon hasonlít az Imp-re, és gyakran kiszámíthatatlan, oda teleportálja magát, ahol te vagy, ezáltal nehéz eltalálni, továbbá halálos is (bár a teleportálás látványos, ezért ha látod, hogy felbukkan, könnyen leterítheted egy lövéssel). Valamikor belekarmol az arcodba, majd kíméletlenül megvág.
- Mancubus: Egy dühödt hájgombóc. E bumfordi vadaknak szánalmasan lassú a lendületük, így könnyű célpontok. Romboló-tüze nagyon erős, s egy lövésétől akár el is patkolhatsz.
- Maggot (Féreg): Meglehetősen gyenge, de hihetetlen gyors. E két-fejű teremtmények szökkenve rohamoznak. Egy jól időzített shotgun lövéstől leküldheted a földre, még mielőtt megölnéd.
- ArchVile (Fondorlatos aljas): A poklok poklában született. A pályára tud hívni démonokat vagy akár lángsugarakat lőni ellenségére.
- Revenant (Feltámasztot): Távolról egy teljes csontváznak tűnik, de igazából egy fél-teremtmény, mert átlátszó bőr veszi körül. A zölden izzó szemek a koponyában elterelhetik a figyelmedet. Nagyon figyelj oda a rakétáira, bár akár közelről is megtámadhat ha arról van szó, s akkor messze ellendít a kampójával. Ez a teremtmény nemcsak hogy gyors, de halálos is, mivel izmok hiányában képes elementális erővel ütni.
- Cacodemon (Lidérc): Ez a lebegő dög nagyot tud ám sebezni. Mozgása lassú, bár elég könnyen vadászik. Igazából egy közeli lövéstől hátrébb száll a Cacodemon, de utána akár rád is okádhat egy tűzgömböt.

#### Főellenségek
- Vagary: Félig pók, félig ember, a Trite-ok királynője. E ronda pókanya a távoli tárgyakat akár a lábadra is hajíthatja, mégpedig nagyon gyorsan. De akár beléd is csíphet fogaival, mintegy plusz fegyverként használva azokat a harcban.
- Sabaoth: voltaképpen Thomas Kelly őrmester, aki démonná változott. A Sabaoth-nak egy kis adag BFG csak a fél testére elég. Meg kell próbálnod kikerülni, vagy elcsalni, s úgy lesújtani a pokolfajzatra. Próbáld meg szétlőni, kicselezni, s remélni a legjobbakat. Egyébként fel lehet venni a helyiség másik oldalán lévő testrészeket.
- Guardian of Hell (A Pokol Őre): Vak, mint egy denevér, s három "keresőt" használ a szeme helyett. Próbáld meg szétlőni a keresőjének a fényszóróját, aztán kezdj el futni, mert a Guardian készen áll, hogy megöljön.
- Cyberdemon: Ez a dög a leghatalmasabb az összes ellenség közül. Minden erején azon van, hogy rád összpontosítson az adott területen, s ezt nagyon ügyesen csinálja. Egy célkövetős rakétavetővel a vállán arra ösztönözhet, hogy szaporábban szedd lábaid, vagy különben rettentő hamar véged lesz.
- Maledict: A végső ellenség. A hatalmas szárnyas szörnyeteg szájából Dr. Betruger feje áll ki. Képes Forgotten one-okat idézni és tűzfalakkal és meteorokkal bombázni a főhőst. Az ő elpusztítása egy mágikus szívvel történik, amit a főhős a szájába nyom, miután fegyvereivel alaposan meggyengítette. Ekkor megszűnik minden démoni varázslat és a bolygóról, valamint a holdjairól mind eltűnnek a szörnyek, s a játékos hazatérhet.

### Fegyverek
- Flashlight: Közelharci fegyver. Használhatod ütőként, de akár világíthatsz is vele a környező területen. Fegyverrel együtt viszont nem tudod használni.
- Fists: Közelharci "fegyver". Mint komoly fegyver nem tudod használni, de életmentő lehet a legvészesebb helyzetekben is. Csak egy gyilkos csapás, miután felvetted a Berserk-et, s meghal az ellenfeled.
- Chainsaw: Mikor a UAC központjába a láncfűrész szállítmány megérkezett a szerencsétlenség után, a Mars Bázison a még élő polgárok eldugták azokat, gondolván még jól jöhet majd.
- Pistol: Normális UAC kézifegyver. Nem igazán hatékony és egyszerre csak tizenkét golyót tud tárolni.
- Shotgun: Kedvelt fegyver, közelről óriásit sebez egyetlen lövéssel, de távolról a lövés szétszóródik, ezért nem hatásos. Több ellenfélre igaz, hogy leterítheted egy lövéssel, de ehhez igen precízen kell őket eltalálnod. Egyszerre 8 sörétes lőszert tárol, amelyet kettesével tölthetsz újra.
- Machine Gun: A UAC tengerészgyalogosok legjobb barátja. Hatvan sebes tüzelésű golyó táranként.
- Plasma Gun: A legújabb high-tech fegyver. Ötven szapora plasma villámcsapást tud leadni táranként.
- Chain Gun: Ez a gyors tüzelésű fegyver hatvan golyót tartalmaz táranként. Szinte jégesőként zúdul az ellenség nyakába, tökmindegy hogy élő avagy (élő)halott-e.
- Grenades: Húzd ki a szegecset és fuss! Hatalmas kár keletkezik a nagy robbanástól.
- Rocket Launcher: Öt rakétával szolgál és komoly sérülést tud okozni. Lassú a tüzelése és kevés lőszert tud tárolni.
- BFG 9000: Ezt a kísérleti fegyvert a UAC Központ tudósai fejlesztették ki. Egy zöld hullámot lő ki, elképzelhetetlen károkat okozva. A hatósugara borzasztó messze elhat, ráadásúl a lövés ereje kiváló. Viszont, ha a becsapódáshoz túl közel vagy, megcsókolhatod a hátsódat! Négy egységet tud egyszerre tárolni. A fegyvert lehet tölteni, vagyis arra kényszeríteni, hogy egy cellából ne egy egységet, hanem többet, kettőt, hármat vagy mind a négyet felhasználja. Vigyázz, hogy ne töltsd túl, mert akkor azonnal véged. Egy kellően feltöltött lövés elintéz egy Hell Knightot, és még a körülötte lévő szörnyeket is.
- Soul Cube: Ez a fegyver az ősi civilizációból származik és a háborúkban használtak a gonosz erők, körülbelül ezer évvel ezelőtt. Ezt az elfoglalt pokol őrzésére készítették, s újból kiválóan szolgál.Ennek a fegyvernek a használatához meg kell ölni öt démont és utána tudod használni. A Kocka bármilyen non-boss ellenséget azonnal megöl, mindig a legerősebbet célozza, és az életpontjait is neked adja (egészen fel 100-ig).

### Tárgyak
- Berserk Power Up: Növeli a sebzésedet és a gyorsaságodat. Ha felveszed, akkor az öklödet kiváló fegyverként használhatod, mert egy ütéssel megölheted az ellenfeldet.
- Back Pack: Ha már megszerezted ezt, akkor több tárgyat tudsz egyszerre felszedni, beleértve a páncélzatot, életcsomagot, töltényt és/vagy az oxigént.
- PDA: Ez a kézi-számítógép nemcsak az utasításokról add információt, de még a missiói célokat is frissíti. Ráadásul kapcsolatba is tud lépni a már meglévő PDA-kal és értesít, hogy mi történik/történt körülötted.
- Video CD: Ilyen videó CD-ket elszórtan találhatsz a UAC központjában. Töltsd fel a PDA-ádra, hogy megtudj pár információt arról, hogy a központ körül mi folyik.

### Pályák
1. Marsváros - A bevezetés
2. Marsváros - Földalatti részleg
3. Marsváros - Visszatérés
4. UAC Adminisztráció
5. Alfa Labor - 1. szektor
6. Alfa Labor - 2. szektor
7. Alfa Labor - 3. szektor
8. Alfa Labor - 4. szektor (Főellenség: Vagary)
9. EnPro Erőmű
10. Kommunikációs átvitel
11. Kommunikációs központ
12. Mágnesvasút Légihíd (Újhasznosítás - 1. szektor)
13. Újrahasznosítás - 2. szektor
14. Mágnesvasút
15. Delta Labor - 1. szint
16. Delta Labor - 2a. szint Dél
17. Delta Labor - 2b. szint Észak
18. Delta Labor - 3. szint
19. Delta Labor - 4. szint
20. Pokol (Főellenség: Guardian)
21. Delta Komplexum
22. CPU Komplexum - Feldolgozó részleg
23. CPU Szerverbankok - Főműveleti részleg (Főellenség: Sabaoth)
24. Részleg 3
25. Üregek - Első terület
26. Üregek - Második terület (Főellenség: Két Vagary)
27. Elsődleges ásatás (Főellenség: Cyberdémon)

## Galéria

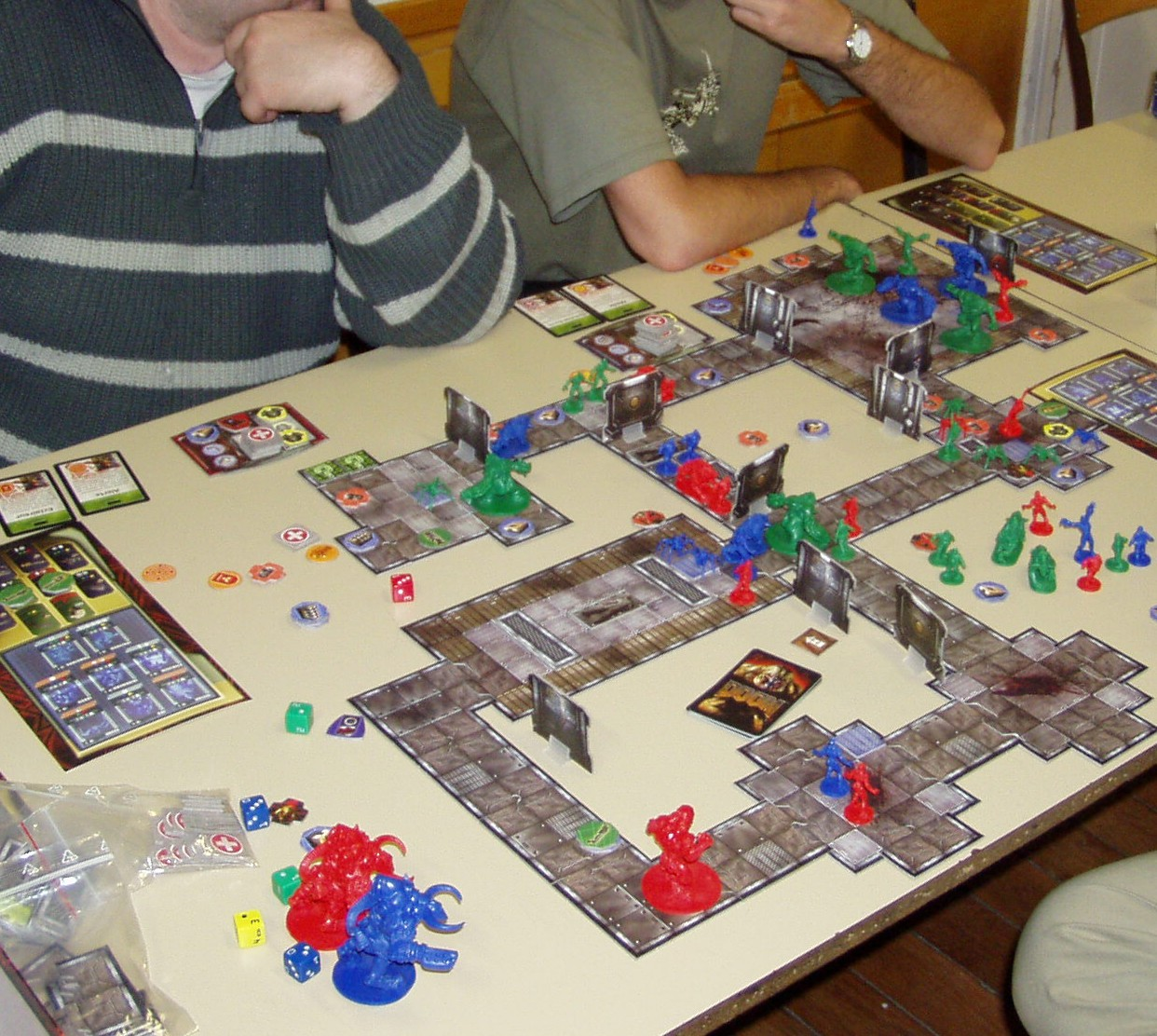
A társasjáték változat

## Lásd még
- A Doom II: Hell on Earth pályái
- A legnevezetesebb Doom WAD fájlok listája